# Riegrova chata (Kozákov)
Riegrova chata je turistická chata v majetku Klubu českých turistů na hoře Kozákov.

## Historie
Po úmrtí Františka Ladislava Riegra roku 1903 vznikla myšlenka uctít jeho památku výstavbou Riegrovy mohyly. O rok později zahájilo „Družstvo pro stavbu Riegrovy mohyly“ úspěšnou celonárodní sbírku. Později spolu soutěžily dvě koncepce: mohyla nebo mauzoleum versus turistická chata s restaurací a Riegrovým památníkem. Druhé varianty se chopil Klub českých turistů.
Základní kámen chaty byl položen 29. srpna 1926. Chata byla postavena ze sbírek, darů a příspěvků od okolních měst. Slavnostně byla otevřena 24. června 1928. Za druhé světové války byla chata obsazena německou a po ní československou armádou. Poté krátce patřila do roku 1950 opět Klubu českých turistů a poté byla chata znárodněna a předána podniku Restaurace a jídelny Turnov. V květnu roku 1964 chata vyhořela. Restaurace a jídelny Turnov vlastnili chatu až do vlastního zániku v roce 1992.
V listopadu 1994 byla podepsána kupní smlouva na 1 000 000 Kč. Kupní smlouvu musel okresní úřad Semily předložit ke schválení Ministerstvu Financí, které si vyžádalo nový odhad a ten zněl 3 000 000 Kč. Předcházející smlouva tím nebyla potvrzena. Klub Českých Turistů si nechal zpracovat nový odhad, který došel k hodnotě 1 600 000 Kč. Usnesením vlády ČR č. 177 ze dne 6. března 1996, bod č. 1 byla udělena výjimka k převodu vlastnictví turistické chaty na Kozákově včetně příslušenství za kupní cenu 1 233 043 Kč, s pozemky 1 406 000 Kč.